# Płotno
Płotno (niem. Blankensee, nazwa przejściowa – Ustronie, Stawiska) – osada sołecka w Polsce położona w województwie zachodniopomorskim, w powiecie choszczeńskim, w gminie Pełczyce.
Leśniczówka wchodząca w skład sołectwa: Sułkowo.

## Geografia
Osada leży ok. 6 km na północ od Pełczyc, między Pełczycami a Choszcznem przy drodze wojewódzkiej nr 151, w pobliżu byłej linii kolejowej nr 410.

## Historia
Osada wzmiankowana w roku 1322, kiedy to książę pomorski Otton I nadał Cysterkom z Pełczyc 4 łany ziemi, stanowiące wcześniej lenno rycerza Betekina. W XV wieku jako właściciele Płotna występują Billerbeckowie, część klasztorną po sekularyzacji przejęli von Waldowowie. W 1628 r. w Płotnie było 36 chłopów, 8 zagrodników, 2 młyny, karczma, kuźnia, owczarnia – własność Billerbecków. W XVIII wieku podzielono miejscowość na 3 części, po czym często zmieniali się właściciele (Benkendorf, Martini, później rodziny von Stranz, von Bornstedt, von Knobelsdorff).
W jakimś momencie wieś została scalona i jako taka przeszła w roku 1795 w ręce rodu von Wedel. Majątek w Płotnie pozostał w posiadaniu Wedlów aż do 1945 r. Należne doń ziemie w poł. XIX wieku i na pocz. XX wieku przekraczały 1200 ha, a liczba mieszkańców osady wynosiła ok. 270 osób. Od średniowiecza istniał tu kościół. Co najmniej od XIX w. wieś zdominowana jest przez majątek rycerski, w tym czasie własność chłopska praktycznie tu nie istnieje. Po 1945 r. folwark upaństwowiono.
W latach 1954-1972 wieś była siedzibą gromady Płotno.  W latach 1975–1998 miejscowość administracyjnie należała do województwa gorzowskiego. W roku 2007 osada liczyła 429 mieszkańców.

## Zabytki
Do wojewódzkiego rejestru zabytków wpisane są:
- kościół ewangelicki, obecnie pw. św. Józefa Oblubieńca szachulcowy z XVIII/XIX wieku, zrekonstruowany w 1930; kościół filialny, rzymskokatolicki należący do parafii pw. Matki Boskiej Różańcowej w Boguszynach, dekanatu Barlinek, archidiecezji szczecińsko-kamieńskiej, metropolii szczecińsko-kamieńskiej. Na wieży kościoła znajduje się dzwon z 1567 wykonany przez stargardzkiego ludwisarza Josta van Westena[7].
  - cmentarz przykościelny
- zespół dworski
  - dwór ze skrzydłem pałacowym, z końca XVIII wieku, przebudowany w końcu XIX wieku, eklektyczny, zaznaczony neobarokowymi szczytami i lukarnami o kopulastych hełmach[8];
  - park, z początku XIX wieku;
  - zespół folwarczny

## Komunikacja
W Płotnie znajduje się nieczynny przystanek kolejowy.

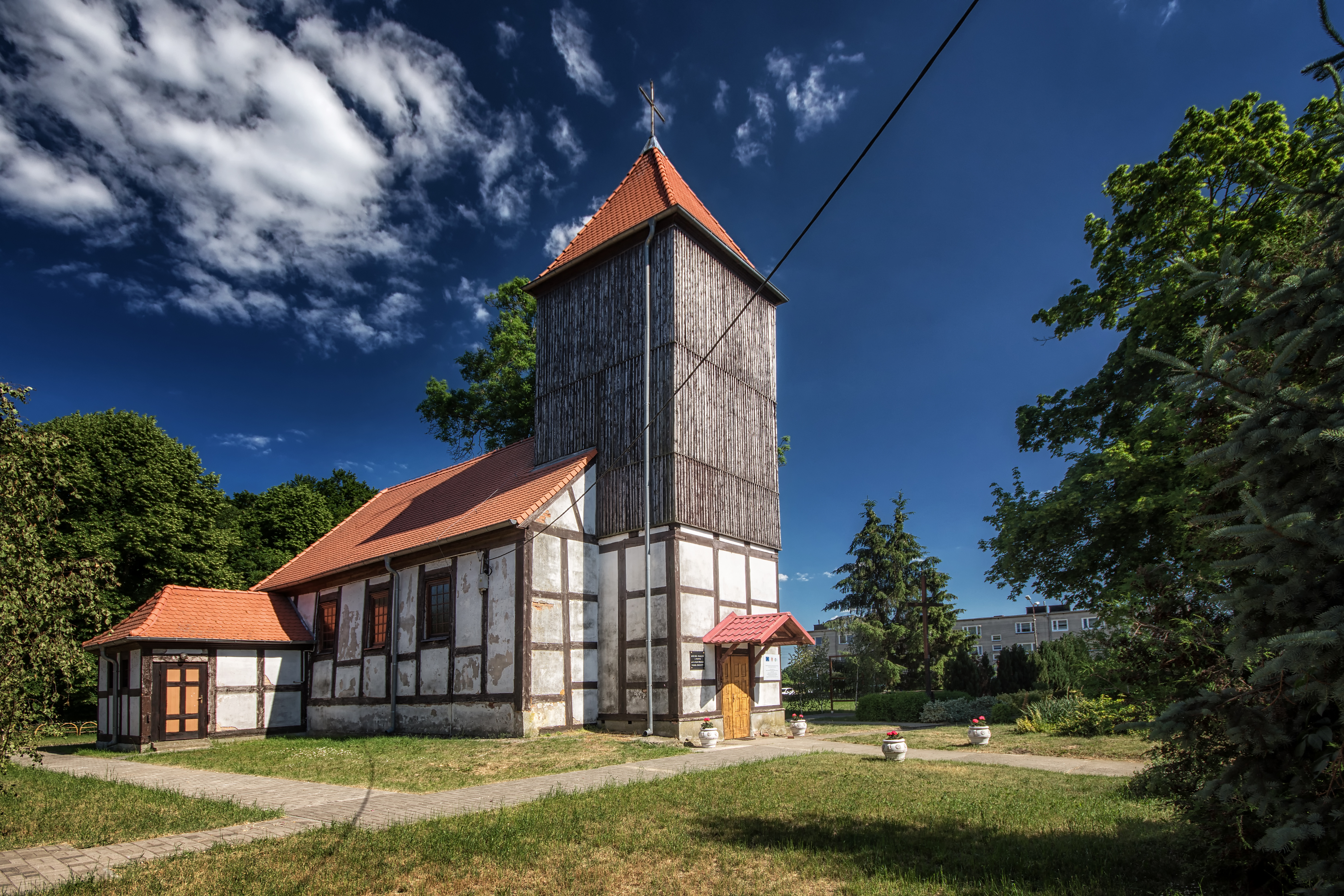
Kościół